# Ipecac Recordings
La Ipecac Recordings è una casa discografica indipendente con sede in California. È stata fondata nel 1999 da Greg Werckman (ex manager della casa discografica Alternative Tentacles, ex cantante del gruppo Duh ed ex impiegato della Mercury Records) e da Mike Patton (cantante dei Faith No More, Fantômas, Tomahawk, Peeping Tom ed ex dei Mr. Bungle). Originariamente l'etichetta fu creata per distribuire solamente il primo disco dei Fantômas, ma successivamente è riuscita a mettere sotto contratto gruppi come i Melvins e gli Isis, oltre ai già menzionati gruppi nel quale milita Patton.
L'origine del nome dell'etichetta è stato suggerito dallo sciroppo di ipecac, un farmaco emetico (medicinale che induce il vomito).

## Alcuni artisti che hanno inciso per la Ipecac Recordings
- Dälek
- Ennio Morricone
- Fantômas
- Isis
- Melvins
- Mondo Generator
- Omar Rodríguez-López
- Phantomsmasher
- Queens of the Stone Age
- Steroid Maximus
- Zu
- Alain Johannes